# Audrey Emery
Ana Audrey Emery (Cincinnati, Ohio, 4 de enero de 1904 - West Palm Beach, Florida, 25 de noviembre de 1971) fue una heredera y socialité americana y la esposa de Demetrio Románov, el último Gran Duque de Rusia.

## Biografía
Nacida en Cincinnati, Ohio, ella era la hija menor de John Josías Emery, un millonario de bienes raíces, y su esposa, ex Lela Alexander. Tenía dos hermanas, Alexandra, Sra. Benjamin Moore y la Sra Robert Gordon McKay y Lela, Sra Alastair Mackintosh y la duquesa de Talleyrand y dos hermanos, Thomas y John Emery Josías Emery, Jr. quien se casó con Irene Gibson Post, la hija del artista Charles Dana Gibson.

## Vida personal
Se casó, morganáticamente, en 1926, con el gran duque Demetrio Románov, un exiliado después de la Revolución Rusa de 1917. El Gran Duque Cirilo Románov, primo de Demetrio, elevó a Audrey al rango ruso de Knyaginya con el nombre habitual Romanovsky y le concedió el sufijo, Ilyinsky, de antigua propiedad de Demetrio en Rusia. En 1928, dio a luz a su único hijo, el Príncipe Pablo Dimítrievich Románovsky-Illínsky . El 1 de febrero de 1937, se divorció de Demetrio y se trasladó a Francia con su hijo, casándose en ese mismo año con un miembro de una casa principesca de Georgia, el Príncipe Dimitri Djordjadze; pero el matrimonio también terminó en divorcio. Después del final de ambos matrimonios, retomó su apellido de soltera y era conocido legal y socialmente como la señora Audrey Emery. En la década de 1940 vivió en Carolina del Sur, después se trasladó a Biarritz, Francia. Con los años, poseía varias casas en Palm Beach, Florida. En la década de 1960 se construyó una casa en Cincinnati, Ohio, a la que se mudó con el fin de estar más cerca de su hijo y su familia. En 1992, su hijo, Príncipe Pablo Dimítrievich Románovsky-Illínsky , que se había convertido en un ciudadano estadounidense, sirvió en el Cuerpo de Marines de los Estados Unidos y fue alcalde en tres ocasiones de Palm Beach, Florida, técnicamente sucedió como jefe de la Casa ducal y principesca de Holstein-Gottorp. Ella murió en Palm Beach, Florida.